# Зимова Універсіада 2015
Зимова Універсіада 2015 — XXVII зимова Універсіада, проходила з 24 січня по 14 лютого 2015 року в іспанському місті Гранада і його околицях. Місто виявилося єдиним кандидатом, що подало заявку. Рішення було затверджено 23 травня 2009 року в Брюсселі на черговому засіданні Виконавчого комітету FISU.
25 червня 2014 FISU ухвалила рішення перенести змагання з північних дисциплін та біатлону до Словаччини, в центри зимових видів спорту Штрбське плесо та Осрбліє.

## Інфраструктура
Будівництво олімпійських об'єктів планується як в самій Гранаді (де буде розташоване селище Універсіади та будуть відбуватися змагання із льодових видів спорту), так і на курортах Сьєрра-Невада (де пройдуть змагання з гірськолижного спорту, сноубордингу, фрістайлу) та Пуерто де ла Рага (рівнинні лижі, біатлон).
Плани будівництва включають розширення системи гірськолижних трас, стадіон для рівнинних лиж і біатлону, нове поселення для 3000 спортсменів та представників. Всі об'єкти будуть мати системи для вироблення штучного снігу; до Універсіади будуть побудовані новий лижний центр та котки.
Перевірку готовності об'єктів планується провести за рік до Універсіади

## Види спорту
У ході Універсіади будуть проведені змагання з 11 видів спорту, з яких вісім обов'язкових і три додаткових.
Необов'язковими видами спорту були обрані: Лижне двоборство, Стрибки з трампліна, Фрістайл.
Біатлон, Лижне двоборство, Лижні гонки, Стрибки з трампліна, пройдуть у Словаччині, інші види спорту в Іспанії.
| - Біатлон (9) - Гірськолижний спорт (10) - Керлінг (2) - Лижне двоборство (3) | - Лижні гонки (9) - Стрибки з трампліна (5) - Сноуборд (8) - Фігурне катання (5) | - Фрістайл (8) - Хокей з шайбою (2) - Шорт-трек (8) |

## Календар
Нижче представлений графік змагань на Універсіаді:
| ● | Церемонія відкриття | ● | Кваліфікація змагань | ● | Фінали змагань | ПВ | Показові виступи | ● | Церемонія закриття |

|                     | Штрбське-Плесо/Осрблі | Штрбське-Плесо/Осрблі | Штрбське-Плесо/Осрблі | Штрбське-Плесо/Осрблі | Штрбське-Плесо/Осрблі | Штрбське-Плесо/Осрблі | Штрбське-Плесо/Осрблі | Штрбське-Плесо/Осрблі | Штрбське-Плесо/Осрблі | Штрбське-Плесо/Осрблі |       | Гранада | Гранада | Гранада | Гранада | Гранада | Гранада | Гранада | Гранада | Гранада | Гранада | Гранада | Гранада | Медалі |
| Січень              | Січень                | Січень                | Січень                | Січень                | Січень                | Січень                | Січень                | Січень                | Лютий                 | Лютий                 | Лютий | Лютий   | Лютий   | Лютий   | Лютий   | Лютий   | Лютий   | Лютий   | Лютий   | Лютий   | Лютий   |         |         | Медалі |
| 23 Пт               | 24 Сб                 | 25 НД                 | 26 Пн                 | 27 Вт                 | 28 Ср                 | 29 Чт                 | 30 Пт                 | 31 Сб                 | 1 НД                  | 3 Вт                  | 4 Ср  | 5 Чт    | 6 Пт    | 7 Сб    | 8 НД    | 9 Пн    | 10 Вт   | 11 Ср   | 12 Чт   | 13 Пт   | 14 Сб   |         |         | Медалі |
| ------------------- | --------------------- | --------------------- | --------------------- | --------------------- | --------------------- | --------------------- | --------------------- | --------------------- | --------------------- | --------------------- | ----- | ------- | ------- | ------- | ------- | ------- | ------- | ------- | ------- | ------- | ------- | ------- | ------- | ------ |
| Церемонії           |                       | ●                     |                       |                       |                       |                       |                       |                       |                       | ●                     |       | ●       |         |         |         |         |         |         |         |         |         | ●       |         |        |
| Біатлон             |                       |                       | 2                     |                       | 2                     | 2                     |                       | 1                     | 2                     |                       |       |         |         |         |         |         |         |         |         |         |         |         | 9       |        |
| Гірськолижний спорт |                       |                       |                       |                       |                       |                       |                       |                       |                       |                       |       | ●       | 1       | 1       | 1       | 1       |         |         | 1       | 1       | 2       | 2       | 10      |        |
| Керлінг             |                       |                       |                       |                       |                       |                       |                       |                       |                       |                       |       |         | ●       | ●       | ●       | ●       | ●       | ●       | ●       | ●       | 2       |         | 2       |        |
| Лижне двоборство    |                       |                       | ●                     | 1                     |                       |                       | 1                     |                       | 1                     |                       |       |         |         |         |         |         |         |         |         |         |         |         | 3       |        |
| Лижні гонки         |                       |                       | 2                     | 1                     |                       | 2                     |                       | 2                     | 1                     | 1                     |       |         |         |         |         |         |         |         |         |         |         |         | 9       |        |
| Стрибки з трампліна |                       |                       |                       |                       | 2                     |                       | 1                     | 1                     |                       | 1                     |       |         |         |         |         |         |         |         |         |         |         |         | 5       |        |
| Сноуборд            |                       |                       |                       |                       |                       |                       |                       |                       |                       |                       |       |         | ●       | 2       | 2       |         |         | 2       |         |         | 2       |         | 8       |        |
| Фігурне катання     |                       |                       |                       |                       |                       |                       |                       |                       |                       |                       |       | ●       | 1       | 2       | 1       | 1/ПВ    |         |         |         |         |         |         | 5       |        |
| Фрістайл            |                       |                       |                       |                       |                       |                       |                       |                       |                       |                       |       |         | 2       |         |         | ●       | 2       |         | 2       |         | ●       | 2       | 8       |        |
| Хокей               |                       |                       |                       |                       |                       |                       |                       |                       |                       |                       | ●     | ●       | ●       | ●       | ●       | ●       | ●       | ●       | ●       | ●       | 1       | 1       | 2       |        |
| Шорт-трек           |                       |                       |                       |                       |                       |                       |                       |                       |                       |                       |       |         |         |         |         |         |         |         | 2       | 2       | 4       |         | 8       |        |
| Комплекти медалей   |                       |                       | 4                     | 2                     | 4                     | 4                     | 2                     | 4                     | 4                     | 2                     |       |         | 4       | 5       | 4       | 2       | 2       | 2       | 5       | 3       | 11      | 5       | 69      |        |

## Країни-учасниці
У змаганнях на Універсіаді візьмуть участь спортсмени з 43 країн: 
| - Австралія (14) - Австрія (38) - Андорра (8) - Білорусь (12) - Бельгія (3) - Болгарія (4) - Велика Британія (15) - Угорщина (6) - Німеччина (26) - Гонконг (2) - Грузія (7) - Іспанія (78) - Італія (39) - Казахстан (92) - Канада (82) | - Киргизстан (4) - Китай (94) - Латвія (7) - Литва (6) - Мексика (2) - Монголія (6) - Нідерланди (7) - Нова Зеландія (1) - Норвегія (35) - Польща (76) - Росія (183) - Сербія (2) - Сінгапур (1) - Словаччина (57) - Словенія (16) | - США (76) - Туреччина (20) - Україна (56) - Фінляндія (36) - Франція (66) - Хорватія (2) - Чехія (74) - Швейцарія (57) - Швеція (44) - Естонія (7) - ПАР (1) - Південна Корея (91) - Японія (97) |

## Медальний залік
| Місце    | Країна     | Золото | Срібло | Бронза | Загалом |
| -------- | ---------- | ------ | ------ | ------ | ------- |
| 1        | Росія      | 14     | 12     | 13     | 39      |
| 2        | Казахстан  | 3      | 4      | 0      | 7       |
| 3        | Польща     | 2      | 1      | 4      | 7       |
| 4        | Україна    | 2      | 1      | 2      | 5       |
| 5        | Японія     | 1      | 4      | 1      | 6       |
| 6        | Словаччина | 1      | 1      | 1      | 3       |
| 7        | Болгарія   | 1      | 0      | 0      | 1       |
| 8        | Німеччина  | 1      | 2      | 0      | 3       |
| 9        | Чехія      | 1      | 1      | 4      | 6       |
| 10       | Франція    | 0      | 0      | 1      | 1       |
| Підсумок | Підсумок   | 26     | 26     | 26     | 78      |